# Amtsgericht Vechta

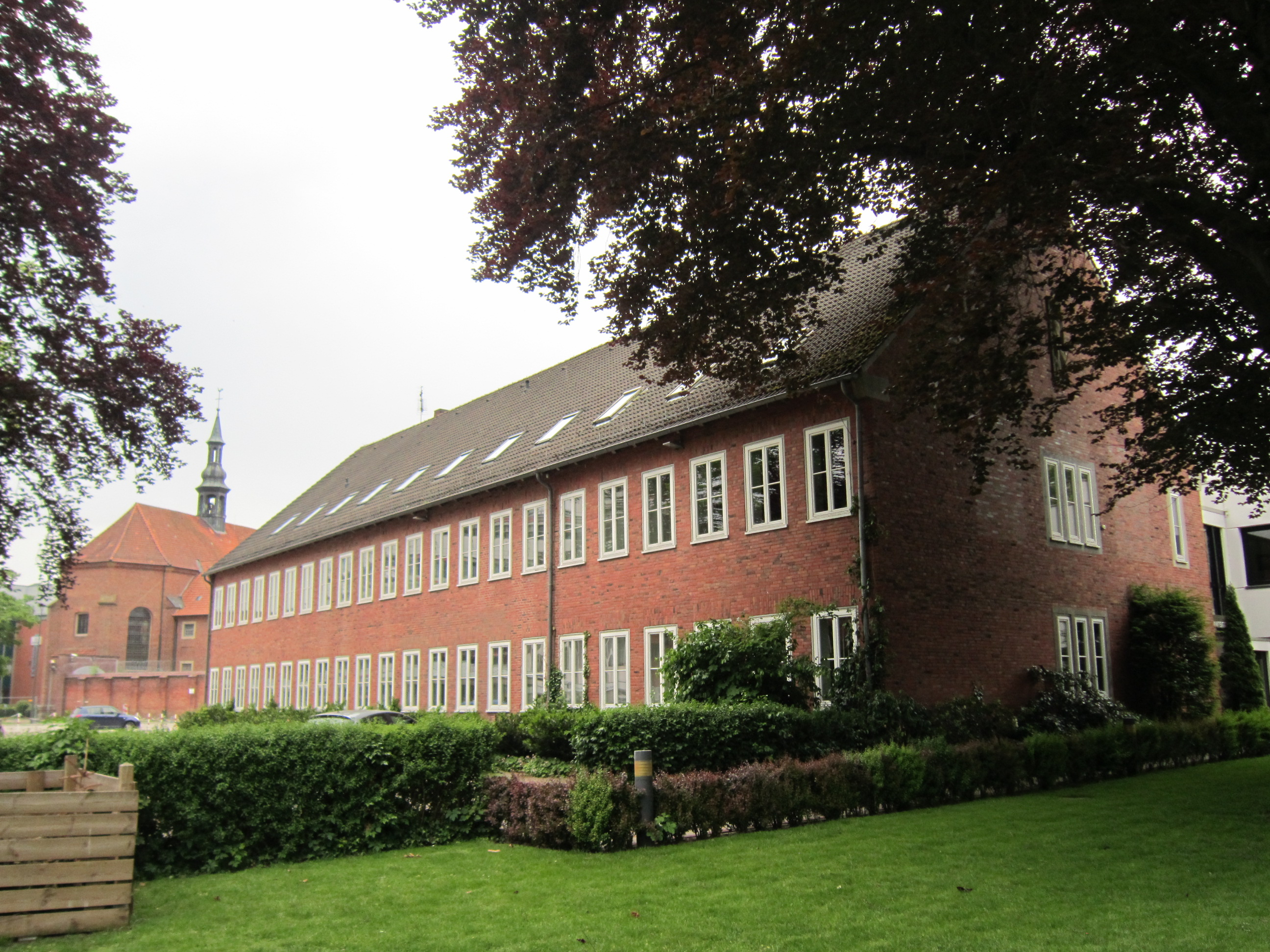
Altbau des Amtsgerichts Vechta; im Hintergrund die Klosterkirche

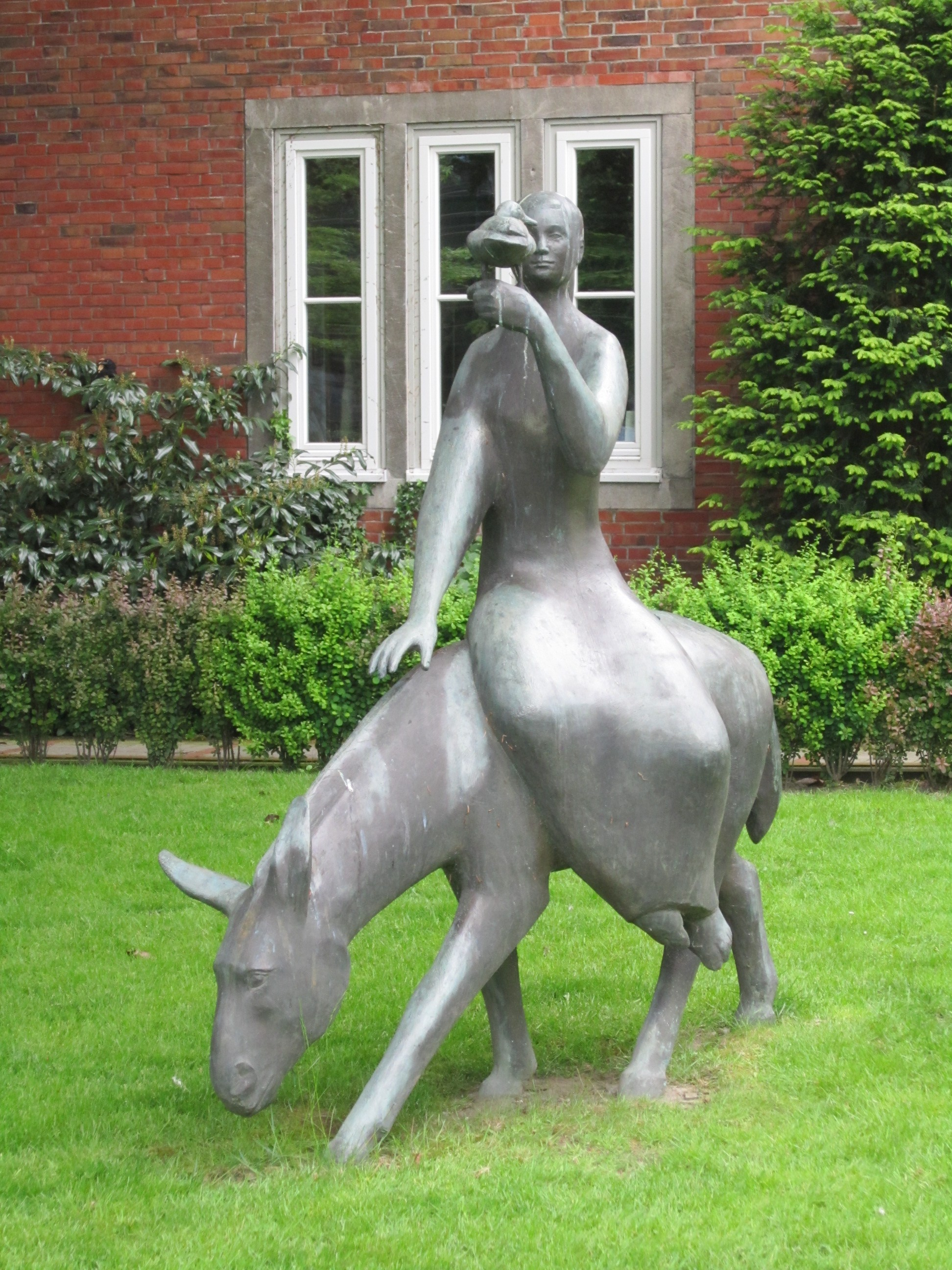
Skulptur Der Ritt gegen das Vorurteil vor dem Haupteingang

Das Amtsgericht Vechta ist ein Gericht der ordentlichen Gerichtsbarkeit und eines von elf Amtsgerichten im Bezirk des Landgerichts Oldenburg.
Sitz des Gerichts ist Vechta in Niedersachsen, der Gerichtsbezirk umfasst den kompletten Landkreis Vechta. Dem Amtsgericht Vechta übergeordnet das Landgericht Oldenburg, zuständiges Oberlandesgericht ist das Oberlandesgericht Oldenburg.
Das Hauptgebäude wurde 1954 errichtet und 1977 durch einen Erweiterungsbau vergrößert. Die enggestellte Fensterreihung der Längsfront folgt Vorbildern aus der Gartenstadtbewegung der 1920er Jahre, unter dem Dachfirst an der Stirnseite nach Norden befindet sich ein 2 Meter hohes Sandsteinrelief Jüngling mit Lanze und Taube, das 1955 von der Oldenburger Künstlerin Marie-Luise Ahlhorn-Packenius erstellt wurde. Vor dem Haupteingang wurde 1993 eine Bronzeskulptur Der Ritt gegen das Vorurteil von Peter Lehmann aus Bissel aufgestellt.
Das Gericht befindet sich auf einem Grundstück, auf dem sich im Mittelalter und in der frühen Neuzeit die Garteninsel der Burg Vechta befand. Nach der Aufgabe der Burg am Ende des 17. Jahrhunderts wurde das Gelände als Garten des Franziskanerklosters genutzt, danach als Teil des mauerumschlossenen Areals der Justizvollzugsanstalt.